# Pseudopolydesmus pinetorum
Pseudopolydesmus pinetorum är en mångfotingart som först beskrevs av Charles Harvey Bollman 1888.  Pseudopolydesmus pinetorum ingår i släktet Pseudopolydesmus och familjen plattdubbelfotingar. Inga underarter finns listade i Catalogue of Life.